# 스트루가츠키 형제

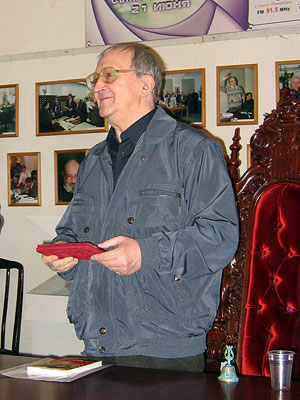
2006년의 보리스 스뜨루가츠끼

아르까지 나타노비치 스트루가츠키(Арка́дий Ната́нович Струга́цкий, 1925년 8월 28일 ~ 1991년 10월 12일)와 보리스 나타노비치 스트루갸츠키(Бори́с Ната́нович Струга́цки, 1933년 4월 15일 - 2012년 11월 19일), 혹은 스트루가츠키 (Струга́цкий) 형제는 소련, 러시아의 SF 작가이다. 그들은 SF가 장르가 아니라 ‘생각하기 위한 수단 способ думать’이라고 말하기도 하였다. 2014년 상트페테르부르크에선 이들 이름을 딴 광장을 만들었으며, 이들을 기념하는 박물관이 있다. 이외에도 소행성인 3054 Strugatskia가 이들의 이름을 따서 지어졌다.

## 일대기
스트루가츠키 형제(러시아어: Бра́тья Струга́цкие 혹은 러시아어: Струга́цкие)은 미술 평론가였던 나탄 스투르가츠키와 교사였던 어머니에서 자랐다. 나탄 스트루가츠키는 유태인이었고, 어머니는 러시아 정교회였으며, 1925년 8월 25일 조지아 바투미에서 아르까지 나타노비치 스뜨루가츠끼(러시아어: Арка́дий Ната́нович Струга́цкий)는 1925년 8월 25일 바투미에서 타어났으며, 그후 레닌그라드로 이사하게 된다. 동생인 보리스는 1933년 4월 14일에 태어났다. 1942년 1월, 어머니와 보리스는 포위중인 도시에 남고, 아르까지와 그의 아버지는 포위중인 도시에서 벗어나려 했으며, 아르까지만 살아남았다. 그후 아르까지는 소련군에 징병되어 악퇴베의 포병 학교에서 교육받다가 모스크바의 군사 외국어 대학을 다니게 된다. 1949년 아르까지는 영어와 일본어 통역사 자격으로 졸업하였다. 1950년 보리스는 고등학교를 졸업하고, 레닌그라드 대학교의 물리학과에 입학하게 되었지만, 그보다는 천문학쪽을 더 배우게 된다. 1955년 전역할때까지 아르까지는 군에서 언어 장교 역과 더불어 젊은 장교들에게 외국어를 가르쳤으며, 동생인 보리스는 1955년 레닌그라드 대학교를 졸업하여 풀코보 천문대의 천체물리학자 겸 천문대의 컴퓨터 프로그래머로 일하게 된다. 1958년 아르까지는 1958년부터 동생과 함께 그가 암으로 사망한 1991년 10월 12일까지 소설을 집필한다. 동생인 보리스는 1966년부터 전업 작가로 활동했으며, 2012년 11월 19일 상트페테르부르크에서 사망하였다. 또한 보리스는 불가지 무신론자이기도 하였다.
스트루가츠키 형제는 소비에트 해빙기때 처음 작품을 써냈으며, 기술과 문명의 진보가 가져온 미래 사회의 도덕성과 인간 상실의 문제, 소비에트 관료제도와 비밀경찰의 테러를 고발하고 전체주의의 획일적 통제와 감시 하에 고통당하는 인간의 위기의식을 비교적 직접적으로 제기하였다. 처음엔 이반 예프레모프와 스타니스와프 렘의 영향을 받았으며, 이후 그들은 소련 문학의 소비에트 합리주의 시대에 자신들의 특별한 스타일의 SF 소설들을 써냈으며, 사회 비판적인 소설로 발전하게 되었다.

## 문학적 의의
스트루가츠키 형제는 러시아 문학에서 이전까지 과학적 사고의 선전책이었던 환상이 문화적 장르로서의 환상으로 탈바꿈되어 그 새로운 입지를 인정받게 만들었으며, 그들이 소위 통속 장르였던 SF에서 그 시대에 필요한 새로운 정신적 메시지를 전달하려 했기에 미드컬처의 주가 되었다. 형제들은 60~70년대 SF 장르의 대표주자였다. 또한 작품의 풍자적 경향은 이미 19세기 러시아 문학에서부터 뿌리 내린 러시아 유토피아(또는 안티유토피아) 소설의 주도적 경향을 계승하고 있다고 평가되기도 한다.
1964년 초부터의 작품들은 예외없이 절대주의와 전체주의적 독재하에 파괴된 인성, 기독교적 관점에서의 사회도덕성의 종말, 그리고 그것을 구원하려는 투쟁을 묘사하고 있다. 또한 진보라는 명목에서 전체주의적 이상이 자행한 인간 정신의 예속과 훼손에 대한 작품들은 단순히 반(反)소비에트적 디스토피아나 SF 장르를 넘어, 현실에 대한 강한 풍자 속에 인간 실존의 본질적 문제에 깊이 천착하고 있는 실험적 공간이라고 볼 수 있다.

## 한국어 번역본
- 신이 되기는 어렵다 (Трудно быть богом, 1964) - 현대문학, 2020년 ISBN 9788972753339
- 월요일은 토요일에 시작된다 (Понедельник начинается в субботу, 1965) - 현대문학, 2022년 ISBN 9791167900227
- 죽은 등산가의 호텔 (У Погибшего Альпиниста, 1970) - 현대문학, 2021년 ISBN 9791190885942
- 노변의 피크닉 (Пикник на обочине, 1972) - 현대문학, 2017년 ISBN 9788972758389
- 세상이 끝날때까지 아직 10억년 (За миллиард лет до конца света, 1977) - 열린책들, 1988년[11] ISBN 9788932906959
- 저주받은 도시 (Град обреченный. 1970 ~ 1972) - 현대문학, 2022년 ISBN 9791167900241